# Йордан Николов (футболист)
Вижте пояснителната страница за други личности с името Йордан Николов.
Йордан Николов е бивш български футболист, нападател.
Роден е на 31 октомври 1967 г. във Велико Търново. Играл е за Етър, Металург, Ботев (Враца) и Академик (Свищов). В А група има 296 мача и 50 гола. Шампион на България и носител на Купата на БФС през 1991 с Етър, носител на Купата на ПФЛ през 1995 и бронзов медалист през 1989 и 1990 г. Има 2 мача за КЕШ с Етър.

## Статистика по сезони
- Етър – 1985/86 – А група, 9 мача/1 гол
- Етър – 1986/87 – А група, 17/2
- Етър – 1987/88 – А група, 21/4
- Етър – 1988/89 – А група, 24/6
- Етър – 1989/90 – А група, 29/7
- Академик (Св) – 1990/ес. - Б група, 12/3
- Етър – 1991/пр. - А група, 8/1
- Етър – 1991/92 – А група, 23/3
- Етър – 1992/93 – А група, 26/4
- Етър – 1993/94 – А група, 28/6
- Етър – 1994/95 – А група, 25/4
- Етър – 1995/96 – А група, 29/5
- Етър – 1996/ес. - А група, 14/2
- Етър – 1997/98 – А група, 27/4
- Металург – 1998/99 – А група, 16/1
- Етър – 1999/пр. - Б група, 10/1
- Ботев (Враца) – 1999/00 – Б група, 15/2
- Академик (Св) – 2000/пр. - В група, 17/9
- Етър – 2000/01 – В група, 23/7